# Konrad Walter
Konrad Walter SAC (portugiesisch Conrado Walter; * 19. Juni  1923 in Bichishausen; † 20. September 2018 in Jacarezinho) war ein deutscher Ordensgeistlicher und römisch-katholischer Bischof von Jacarezinho. 

## Leben
Konrad Walter, in Bichishausen auf der Schwäbischen Alb geboren, trat der Ordensgemeinschaft der Pallottiner bei und ging schon als Student 1954 nach Brasilien, wo er am 2. Dezember 1956 die Priesterweihe empfing. Er folgte seinem älteren Bruder Alois Walter SAC (1904–1989). Konrad Walter wurde 1957 Kaplan in Sao Paulo. 1963 wechselte er als Pfarrer in Cornélio Procópio in Bundesstaat Paraná im Süden Brasiliens. Er engagierte sich dort insbesondere um den sozialen Wohnungsbau.
Papst Paul VI. ernannte ihn am 1. Dezember 1977 zum Weihbischof in Jacarezinho und Titularbischof von Lysinia. Der Apostolische Nuntius in Brasilien, Erzbischof Carmine Rocco, spendete ihm am 2. Februar des nächsten Jahres die Bischofsweihe; Mitkonsekratoren waren José Joaquim Gonçalves, Bischof von Cornélio Procópio, und Pedro Filipak, Bischof von Jacarezinho. Sein bischöfliches Motto war «Fidelitas et Oboedientia».
Papst Johannes Paul II. ernannte ihn am 3. November 1979 zum Koadjutorbischof von Jacarezinho. Mit dem Tod Pedro Filipaks am 10. August 1991 folgte er ihm als Bischof von Jacarezinho nach, einem Bistum mit ca. 400.000 Mitgliedern. Am 5. Juli 2000 nahm Papst Johannes Paul II. seinen altersbedingten Rücktritt an.
Aufgrund seines Engagements für die Laienkatechese und die geistlichen Berufungen wurde Konrad Walter „Bispo das Vocaoes“ („Bischof, der sich um Berufungen kümmert“) gerufen.